# Интерниране на добруджанското население (Първа световна война)
Интернирането на добруджанското население от 1916 г. е акт на Кралство Румъния, изразяващ се в лишаване от свобода на етнически австрийци, българи, немци, унгарци, татари и турци, населяващи намиращата се под румънски контрол Добруджа. Позовавайки се на Хагската конвенция от 1907 г. и без намерение за повдигане на обвинения, румънската страна превантивно задържа хиляди, считани за вражески граждани по време на Първата световна война. Интернирането включва и задържане на стока и оборудване, реквизирани от румънската армия при отстъплението ѝ от Добруджа по време на Румънската кампания. Интернираните лица са въдворени в скотобойни, затвори и концентрационни лагери, където от студ, глад, болести, изнурителен труд и мъчения загиват около три четвърти от изгнаниците.

## Предпоставки
През лятото на 1915 г., след близо едногодишен неутралитет в Първата световна война, правителството на Васил Радославов подписва съюзен договор с Централните сили. В търсене на път за решаването на националния си въпрос, България опитва да си възвърне Южна Добруджа в случай на победа на Централните сили, но в зависимост от действията на неутрална Румъния.
Предвоенни приготовления текат и в Кралство Румъния, като са налице свидетелства за пристигнали в България добруджански българи и турци, дезертирали от военна служба в румънската армия още в края на 1914 г. От своя страна на 15 август 1916 г. румънското правителство изготвя списъци на неблагонадеждни българи и турци в Добруджа, чиито арести и интерниране във вътрешността на Румъния започват скоро след това. Според цитирани данни, получени в дирекцията на полицията на Румъния, от Северна Добруджа са интернирани 27544 души, от които 12878 българи. На 28 август 1916 г. Румъния, окуражена от руското настъпление на Източния фронт, се присъединява на страната на Съглашението и обявява война на Австро-Унгария. В отговор на това на 1 септември 1916 г. български войски започват настъпление в Южна Добруджа, освобождавайки Добрич и Тутракан. След започването на военните действия румънските власти и отстъпващите румънски войски извършват масови отвличания и жестокости в много добруджански градове и села.
На 2 декември 1916 година между България и Германия е сключено споразумение, съгласно което Южна Добруджа преминава под съвместно българо-германско административно управление, а Северна Добруджа (северно от линията Черна вода–Кюстенджа) остава като етапна база на Трета българска армия. Централните сили достигат делтата на Дунав, а форсиралата месец преди това реката Трета армия влиза заедно с германски и австро-унгарски войски в Букурещ. Кралство Румъния обявява капитулация, а румънското правителство е евакуирано в Яш, Молдавия.

## Лагери и лагерници
Общата численост на отвлечените добруджанци през Първата световна война е от 25 000 до 30 000 души. Те са транспортирани при тежки условия – пеша, с речни шлепове и с железопътни ешелони до специални лагери, разположени северно от Яш. Концентрационните лагери са обособени като 4 центъра (Радауци, Савени, Рапичени и Щефанещи) и 21 подцентьра (Биволари, Власинещи, Икизени, Кълъраш, Кацушка, Мьоркани, Никитени, Подолени, Подрига, Рингилещи, Романещи, Трифещи, Трушещи, Хулуб, Чиманещи и Щубиени). Там са интернирани и хиляди немци, унгарци, австрийци и българи от Влашко. Условията, при които са поставени интернираните, са гибелни: по данни на българското военно разузнаване, в лагера Биволари от 1700 души остават живи само 700 души, в лагера Трушещ от 1200 души остават живи около 700 души.
От 27 юни до 14 ноември 1917 г. издаваният в Бабадаг вестник „Добруджа“ издирва, съставя и публикува подробен поименен списък на отвлечените добруджанци, разпространяван под името Мартиролог на добруджанските първенци. В тези списъци са запазени имената на 1537 души от Алмалии, 984 души от Кара Омур, 691 от Тутракан, 515 от Добрич, 384 от Калипетрово, 327 от Силистра, 233 от Тулча, 175 – Хасъ Кьоселер, 164 – Кочина, 134 – Каварна, 105 – Александрия, 82 – Сарсънлар, 77 – Деведжикьой, 73 – Балчик, 73 – Горно Кадиево, 69 – Кара къшла, 67 – Гурково, 60 – Арабаджилар, 55 – Черна, 50 – Меджидия, 40 – Караманкьой, 39 – Кюстенджа, 41 – Башкьой, 36 – Тюрк Смил, 34 – Бабадаг, 31 от Хаджиолар и хиляди други.

## Край на изгнанието
На 30 юли 1917 г. в Бабадаг е учреден Централен добруджански народен съвет (ЦДНС), с председател д-р Иван Огнянов, секретар Антон Борлаков, членската маса от 10 хиляди души и печатен орган вестник „Добруджа“. На 16 декември 1917 г. в новия театрален салон в Бабадаг е свикан Първият добруджански събор, в чиято работа вземат участие над 400 делегати. Съборът се изказва за присъединяването на Северна Добруджа към България и приема резолюция, с която настоява за завръщането на интернираните от румънските власти българи в Молдова. Вследствие на многобройни протести на ЦДНС в Бабадаг, на Върховния управителен комитет на емигрантската Добруджанска организация и на застъпничество на Международния комитет на Червения кръст в Женева, въпросът за отвлечените е обсъждан на няколко пъти при уреждане на отношенията на Централните сили с Румъния.
На 14 декември 1917 г. са постигнати договорености в Яш, според които румънското правителство се съгласява от януари 1918 г. до август 1918 г. да освободи и върне в България оцелелите изгнаници българи и турци. Тази амнистия не засяга близо 15 000 души, използвани за селскостопанска работа, а също и мнозина българи, които успяват да избягат сами в Австро-Унгария или Русия.
Отвлечените добруджанци са върнати по родните си места със заповед № 1240 на Германското етапно управление в Кюстенджа от 21 май 1918 г., което се ангажира да обезпечи изгнаниците-поданици на Четворния съюз с дом, работа и средства за препитание. Административните власти и комендантските управления са инструктирани да съдействат за връщането на изгубената собственост на отвлечените или за тяхното обезщетяване според възможностите си. Наредено е на завръщащите се държавни чиновници от съюзническите националности да се изплати съкратена заплата от 1 април 1916 г, а на останалите – намалена заплата от първо число на месеца, през който са се завърнали.

## След войната
Ньойският договор от 27 ноември 1919 г. между България и страните от Антантата поставя край на участието на България в Първата световна война и оставя цяла Добруджа отново под румънска власт. Създадена е съпротивителната Вътрешната добруджанска революционна организация (ВДРО) на добруджанските българи. След 1920 г. румънското управление настанява в Добруджа хиляди семейства колонисти власи от Македония, което води до конфликти със завареното население. С Крайовската спогодба от 1940 г. Кралство Румъния връща на Царство България територията на Южна Добруджа и осъществява обмен на населението от Северна Добруджа и Южна Добруджа.